# Ясуока, Масаоми
Ясуока Масаоми (яп. 安岡 正臣, 21 июля 1886 — 12 апреля 1948) — генерал-лейтенант Японской императорской армии.
Ясуока родился в префектуре Кагосима, в 1906 году закончил Рикугун сикан гакко, в 1914 — Рикугун дайгакко. В 1922 году получил под командование 51-й пехотный полк, в 1923 стал начальником штаба 9-й дивизии, в 1927 — начальником штаба 16-й дивизии, в 1930 году был назначен командиром 49-го пехотного полка, в 1932 стал начальником штаба 5-й дивизии. В 1935 году Ясуока был произведён в генерал-майоры и стал командиром 30-й пехотной бригады.
В 1936—1937 годах он был комендантом Училища танковых войск, затем был произведён в генерал-лейтенанты и назначен командиром 1-й отдельной смешанной бригады. Когда в 1939 году Квантунская армия завязала бои на Халхин-Голе, то Ясуока получил под своё начало ударную танковую группировку («отряд Ясуоки»), которая, однако, не смогла справиться с задачами, поставленными перед ней командованием. 9 июля 1939 года Ясуока был отстранён от командования, а сама группировка — расформирована. До 1941 года он командовал 3-й учебной дивизией, а затем вышел в отставку.
В 1942 году Ясуока согласился занять пост генерал-губернатора Сурабайи в оккупированной японцами Голландской Ост-Индии, и оставался в этой должности до капитуляции Японии. После войны он был арестован голландскими властями, предстал перед военным трибуналом за совершение военных преступлений, и был приговорён к смертной казни. Приговор был приведён в исполнение 12 апреля 1948 года.